# Barrett Deems
Barrett Deems (Springfield, 1º marzo 1914 – Chicago, 15 settembre 1998) è stato un batterista statunitense, ha collaborato con alcuni dei nomi più noti della storia del jazz come Louis Armstrong e Benny Goodman.

## Biografia
Fu un grande batterista dell'era dello swing, il cui stile non abbandonò mai; collaborò per lungo tempo con Louis Armstrong e i suoi All Stars, avendo una celebre apparizione (insieme a tale gruppo) nel film Alta società, nel 1958. Fra gli altri, collaborò anche con Jimmy Dorsey, Louis Armstrong, Red Norvo e Muggsy Spanier.
Negli anni '90 avevo dato vita a un progetto tutto suo, con un gruppo orchestrale chiamato Barrett Deems Big Band.
Deems morì il 15 settembre 1998 al Grand Hospital di Chicago all'età di 84 anni a causa di una complicazione polmonare, solo pochi giorni prima dell'uscita del suo ultimo album, Groovin' Hard.